# Добровольщина
Доброво́льщина (рос. Добровольщина) — селище у складі Хабарського району Алтайського краю, Росія. Входить до складу Свердловської сільської ради.

## Населення
Населення — 41 особа (2010; 68 у 2002).
Національний склад (станом на 2002 рік):
- росіяни — 93 %